# 1744 en science
| Années de la science : 1741 - 1742 - 1743 - 1744 - 1745 - 1746 - 1747    |
| Décennies de la science : 1710 - 1720 - 1730 - 1740 - 1750 - 1760 - 1770 |

Cet article présente les faits marquants de l'année 1744 en science.

## Événements
- 15 avril : Maupertuis énonce le principe de moindre action dans un mémoire lu à l'Académie de Sciences de Paris intitulé « Accord de différentes lois de la nature qui avaient jusqu'ici paru incompatibles »[1].

- Leonhard Euler découvre le caténoïde et prouve qu'il s'agit d'une surface minimale[2].

## Publications

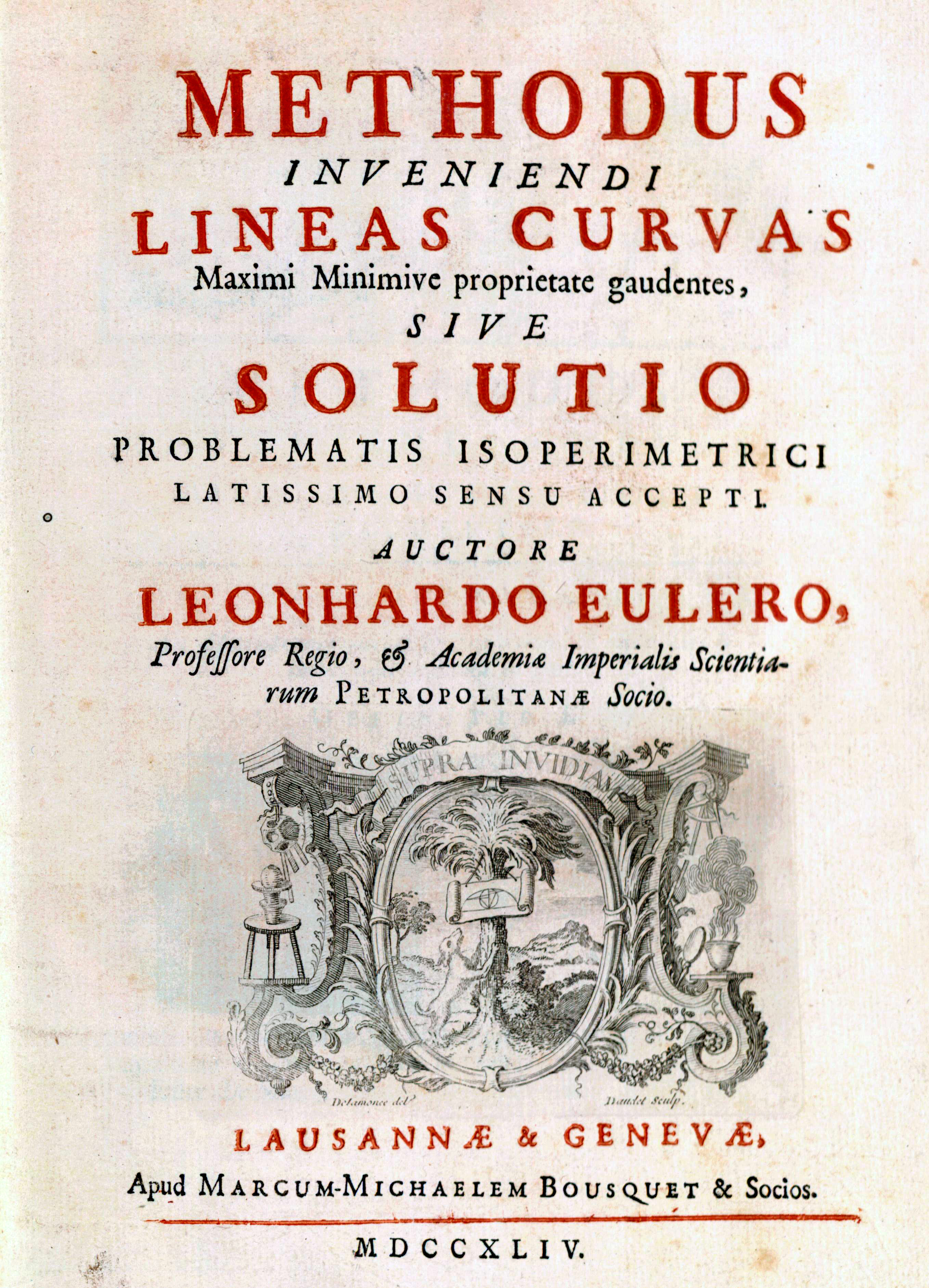
Methodus inveniendi du mathématicien suisse Leonhard Euler

- Leonhard Euler : Methodus inveniendi. Il démontre l'existence de nombres transcendants.

## Prix
- Médailles de la Royal Society
  - Médaille Copley : Henry Baker

## Naissances

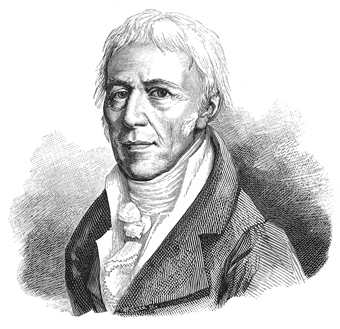
Jean-Baptiste de Lamarck

- 21 février : Eise Eisinga (mort en 1828), astronome amateur néerlandais.
- 11 mai : José Anastácio da Cunha (mort en 1787), mathématicien portugais.
- 22 juin : Johann Christian Erxleben (mort en 1777), naturaliste allemand.
- 28 juin : Jacques-Pierre Champy (mort en 1816), chimiste français.
- 1er août : Jean-Baptiste de Lamarck (mort en 1829), naturaliste français.
- 16 août : Pierre Méchain (mort en 1804), astronome français.
- 25 octobre : Jean-François Callet (mort en 1798), mathématicien français[3].
- 4 novembre : Jean Bernoulli III (mort en 1807), mathématicien et physicien suisse.
- Date précise inconnue :
  - Jacques Henri Désiré Petetin (mort en 1808), médecin français.
  - Honda Toshiaki (mort en 1821), mathématicien, économiste et savant japonais.

## Décès
- 14 février : John Hadley (né en 1682), astronome britannique.
- 20 février : Christophe-Bernard de Bragelongne (né en 1688), prêtre et mathématicien français.
- 29 février : John Theophilus Desaguliers (né en 1683), scientifique britannique.
- 25 avril : Anders Celsius (né en 1701), savant suédois.
- Avril : Jean Grosse, chimiste français d'origine allemande[4].